# Inga saffordiana
Inga saffordiana är en ärtväxtart som beskrevs av Henri François Pittier. Inga saffordiana ingår i släktet Inga och familjen ärtväxter. IUCN kategoriserar arten globalt som sårbar. Inga underarter finns listade i Catalogue of Life.